# Scleronema angustirostre
Scleronema angustirostre är en fiskart som först beskrevs av Devincenzi 1942.  Scleronema angustirostre ingår i släktet Scleronema och familjen Trichomycteridae. Inga underarter finns listade i Catalogue of Life.